# Emily Wickersham
Emily Kaiser Wickershamová (* 26. dubna 1984) je americká herečka, známá zejména rolí zvláštní agentky NCIS Eleanor Bishopové v seriálu Námořní vyšetřovací služba.

## Osobní život
Wickershamová má rakouské a švédské kořeny. Narodila se v Kansasu, ale vyrostla však v Mamaronecku v New Yorku. Dva roky navštěvovala vysokou školu Muhlenberg, ale odešla z ní.

## Kariéra
Svojí kariéru zahájila v roce 2006, kdy získala vedlejší roli v seriálu Rodina Sopránů. Zlom v kariéře však nastal v roce 2013 poté, co se herečka Cote de Pablo rozhodla opustit seriál Námořní vyšetřovací služba a do role analytičky Eleanor Bishopové nastoupila právě Wickershamová. Původně se měla objevit jen ve třech dílech, ale její role byla povýšena na hlavní. Také se objevila ve filmu Zmizelá.

## Osobní život
Dne 23. listopadu 2010 se na ostrově Little Palm na Floridě provdala za hudebníka Blakea Hanleyho.

## Filmografie

### Film
| Rok  | Název               | Role                  | Poznámky |
| ---- | ------------------- | --------------------- | -------- |
| 2007 | Gardener of Eden    | Kate                  |          |
| 2008 | Určitě, možná       | stážistka z roku 1998 |          |
| 2009 | Jak jsem se ztratil | Taylor                |          |
| 2010 | Nezapomeň na mě     | Blondýna v Miami      |          |
| 2011 | Jsem číslo čtyři    | Nicole                |          |
| 2012 | Zmizelá             | Molly Parrish         |          |
| 2015 | Glitch              | Vanessa               |          |

### Televize
| Rok        | Název                                   | Role                      | Poznámky                             |
| ---------- | --------------------------------------- | ------------------------- | ------------------------------------ |
| 2006       | Noční show Davida Lettermana            | Jules                     |                                      |
| 2006       | Parco P.I.                              | Grace Carrová             | díl: „Just Another Pretty Face“      |
| 2006–07    | Rodina Sopránů                          | Rhiannon Flammer          | vedlejší role, 4 díly                |
| 2007       | The Bronx Is Burning                    | Suzy Steinbrennerová      | díl: „Caught!“                       |
| 2007       | The Gamekillers                         | Dívka                     | díl: „Marcus & Aja“                  |
| 2009       | Zákon a pořádek: Zločinné úmysly        | Ceci Madisonová           | díl: „Závažný případ“                |
| 2009       | Znuděný k smrti                         | Emily                     | díl: „Případ ukradeného skateboardu“ |
| 2009       | Poslední cesta                          | Kelley Phelpsová          | TV film                              |
| 2009       | Záchranka San Francisco                 | Jessica                   | díl: „Stuck“                         |
| 2011       | Super drbna                             | První dáma                | díl: „Od ano k nule“                 |
| 2013       | The Bridge                              | Kate Millwrightová        | host, 3 díly                         |
| 2013–dosud | Námořní vyšetřovací služba              | Eleanor „Ellie“ Bishopová | hlavní role                          |
| 2016       | Námořní vyšetřovací služba: New Orleans | Eleanor „Ellie“ Bishopová | díl: „Sister City - Part II“         |